# Kazoku no hiketsu
Kazoku no hiketsu (jap. かぞくのひけつ) – japoński komediodramat z 2006 roku, w reżyserii Seitaro Kobayashi. Premiera filmu miała miejsce 2 grudnia 2006.

## Obsada
- Masahiro Hisano – Kenji Shimamura
- Yōko Akino – Kyoko Shimamura
- Jakujaku Katsura – Koji Shimamura
- Chisun – Yukari Osawa
- Mitsuki Tanimura – Noriko Sakurai